# Wasilij Kopcow
Wasilij Aleksiejewicz Kopcow (ros. Василий Алексеевич Копцов, ur. 19 grudnia 1903?/1 stycznia 1904 w Tyflisie, zm. 3 marca 1943 w obwodzie charkowskim) – radziecki generał major wojsk pancernych, Bohater Związku Radzieckiego (1939).

## Życiorys
Urodził się w rosyjskiej rodzinie robotniczej. Skończył szkołę podstawową, w marcu 1918 ochotniczo wstąpił do Armii Czerwonej. Brał udział w wojnie domowej w Rosji jako żołnierz 450 północno-kubańskiego pułku 3 Brygady Tamańskiej Armii Tamańskiej, uczestnicząc w pochodzie tej armii, a później w walkach na Froncie Południowym. Po zakończeniu wojny uczył się na kursach karabinów maszynowych w Stawropolu i Władykaukazie, następnie w Zjednoczonej Szkole Wojskowej im. WCIK w Moskwie, którą ukończył w 1926 i został dowódcą plutonu 49 pułku piechoty 17 Dywizji Piechoty w Niżnym Nowogrodzie. Od 1925 należał do partii komunistycznej. W 1929 ukończył kursy wojskowo-polityczne w Moskwie i został politrukiem kompanii 1 pułku piechoty 1 Pacyficznej Dywizji Piechoty Samodzielnej Dalekowschodniej Armii Czerwonego Sztandaru, w 1931 ukończył leningradzkie pancerne kursy doskonalenia kadry dowódczej, po czym został dowódcą kompanii czołgów i później batalionu w 1 pułku czołgów Białoruskiego Okręgu Wojskowego. Od stycznia 1934 do sierpnia 1937 dowodził batalionem w szkole młodszej kadry dowódczej 11 Korpusu Zmechanizowanego Zabajkalskiego Okręgu Wojskowego, a następnie batalionem czołgów w 6 Brygadzie Zmechanizowanej i 6 Lekkiej Brygadzie Pancernej w tym okręgu. Od maja do września 1939 brał udział w bitwie nad Chałchin-Goł.
W czerwcu 1940 objął dowództwo batalionu w 8 Brygadzie Czołgów Lekkich Zabajkalskiego Okręgu Wojskowego, a w listopadzie 1940 wyznaczono go dowódcą tej brygady, w marcu 1941 został zastępcą dowódcy, a 23 czerwca 1941 dowódcą 46 Dywizji Pancernej 21 Korpusu Zmechanizowanego w Moskiewskim Okręgu Wojskowym. Od czerwca 1941 uczestniczył w wojnie z Niemcami, walcząc wraz z dywizją na Froncie Północno-Zachodnim, m.in. pod Dyneburgiem. Był ranny, jednak nie przestał dowodzić dywizją. 11 września 1941 otrzymał stopień generała majora wojsk pancernych. We wrześniu 1941 dowodzona przez niego dywizja została przeformowana w 6 Brygadą Pancerną i włączona w skład 7 Samodzielnej Armii. Walczył przeciwko wojskom fińskim między jeziorami Ładoga i Onega, a w listopadzie i grudniu 1941 wziął udział w operacji tichwińskiej, podczas której został ponownie ranny. 16 lutego 1942 dowodzona przez niego brygada otrzymała miano gwardyjskiej. 21 maja 1942 Kopcow objął dowództwo 15 Korpusu Pancernego 3 Armii Pancernej na Froncie Woroneskim, na czele której w sierpniu 1942 brał udział w kontrnatarciu pod Kozielskiem. W styczniu 1943 uczestniczył w operacji ostrorożsko-rossoszańskiej, następnie w operacji charkowskiej. 2 marca 1943 dowodzony przez niego korpus został okrążony. Następnego dnia podczas przerywania okrążenia Kopcow został ciężko ranny i po kilku godzinach zmarł. Został pochowany w mieście Perwomajski w obwodzie charkowskim.

## Odznaczenia
- Złota Gwiazda Bohatera Związku Radzieckiego (17 listopada 1939)
- Order Lenina (17 listopada 1939)
- Order Czerwonego Sztandaru (dwukrotnie, 31 sierpnia 1941 i 27 grudnia 1941)
- Order Suworowa II klasy (1943)
- Order Czerwonego Sztandaru (Mongolska Republika Ludowa, 1939)